# Anacrunoecia atania
Anacrunoecia atania är en nattsländeart som beskrevs av Martin E. Mosely 1949. Anacrunoecia atania ingår i släktet Anacrunoecia och familjen kantrörsnattsländor. Inga underarter finns listade i Catalogue of Life.